# ناتان رالف
ناتان رالف (انگلیسی: Nathan Ralph؛ زادهٔ ۱۴ فوریهٔ ۱۹۹۳) بازیکن فوتبال اهل بریتانیا است.
از باشگاه‌هایی که در آن بازی کرده‌است می‌توان به باشگاه فوتبال یئوویل تاون، باشگاه فوتبال پیتربورو یونایتد، باشگاه فوتبال نیوپورت کانتی، و باشگاه فوتبال آلدرشات تاون اشاره کرد.